# Marie-Anne Libert
Marie-Anne Libert   (Malmedy, 7 d'abril de 1782 - Malmedy, 14 de gener de 1865) va ser una botànica i micòloga belga i una de les primeres dones fitopatòlogues. De vegades el seu nom es troba com "Anne-Marie Libert".

## Primers anys i joventut
Marie-Anne Libert va néixer a Malmedy l'abril 1782 (en alguns llocs s'indica el 2 d'abril com a data de naixement, però en d'altres s'indica el 7 d'abril) i va ser la dotzena dels tretze fills que van tenir Henri-Joseph Libert i la seva esposa Marie-Jeanne-Bernadine Libert (Dubois de soltera). Els pares, persones educades de classe mitjana, propietaris d'una adoberia de pells, es van adonar aviat del seu potencial intel·lectual. Va estudiar en una escola de monges de Malmedy, però als onze anys els seus pares van enviar-la a Prüm, a Alemanya, per aprendre alemany i a tocar el violí, i aviat va dominar la llengua i l'instrument. El seu pare va reconèixer l'interès emergent de la seva filla per les ciències exactes i li va ensenyar àlgebra i geometria, de manera que pogués participar en el negoci familiar. Ella seguia els estudis amb entusiasme i més enllà de les necessitats de comerç.
A una edat a la qual altres noies només volien divertir-se, Marie-Anne Libert se sentia motivada per un gran afany de coneixement: tot li interessava, tot ho volia saber. La natura l'atreia especialment, i passava moltes hores caminant pels volts de Malmedy, particularment per les Hautes Fagnes (la zona de més altitud de Bèlgica, avui dia inclosa en un parc natural). Es dedicava a observar la natura i a recollir minerals i plantes que després identificava, classificava i catalogava en el despatx del seu pare. Com que la majoria d'obres de referència eren en llatí, va començar a estudiar aquesta llengua pel seu compte.

## Botànica i micologia
El seu treball de botànica, més concretament sobre criptògames, d'un innegable rigor científic,va fer-la mereixedora del reconeixement internacional. Va mantenir correspondència amb científics de Bèlgica i d'altres llocs. Durant un temps va col·laborar amb Alexandre Louis Simon Lejeune, metge i botànic de Verviers, que estava preparant un catàleg de les plantes del Departament de Ourthe.
Libert va ser una de les primeres persones que van identificar l'organisme responsable del "mildiu de la patata", al qual va anomenar Botrytis vastatrix Lib. i en va donar una descripció detallada l'agost de 1845. El micòleg alemany Anton de Bary es va basar en aquesta descoberta, entre altres treballs, quan el 1876 va demostrar que aquest oomicet, al qual ell va anomenar Phytophthora infestans, era la causa del mildiu de la patata, i no la conseqüència, com encara es creia en aquell temps.
Libert va descriure també diversos Ascomicots patògens de plantes, entre els quals Alternaria cheiranthi (Lib.) PC Bolle (basiònim: Helminthosporium cheiranthi Lib.), un patogen dels eríssims, i Fusarium coeruleum Lib. ex Sacc., que causa la podridura seca de la patata.

## Altres interessos
L'estudi de llengües antigues va fer que Libert s'interessés també per l'arqueologia. En els últims anys de la seva vida, quan la seva edat ja no li permetia fer sortides al camp, dedicava molt de temps a la història del Principat de Stavelot-Malmedy., que havia format part del Sacre Imperi Romanogermànic. Va tractar la història i l'arqueologia amb el mateix rigor científic que havia tingut en els seus estudis científics, recorrent a totes les fonts disponibles.
A més del seu herbari, Libert va reunir una col·lecció notable de perles obtingudes dels grans mol·lusc perlífers que es trobaven en abundància en el riu Amblève i els seus afluents. També va reunir una gran col·lecció de monedes.
La seva intensa activitat científica no la va apartar del negoci familiar, del qual es va ocupar amb la mateixa determinació que tenia en la seva recerca, amb el mateix desig de fer bé les coses. Amb els seus germans, van fer una gran ampliació de la petita adoberia que havien heretat dels seus pares.
Després d'una curta malaltia, Marie-Anne Libert va morir a Malmedy el 14 de gener de 1865.

## Llegat
Els tàxons Libertia (un gènere de la família Iridaceae) i Libertiella (fongs ascomicots) van ser anomenats en memòria seva.
Al "Cercle naturalista de la regió de Malmedy", fundat el 1951, més tard se li va posar el nom "Cercle Reial Marie-Anne Libert", en el seu honor. El 1965, centenari de la mort de Marie-Anne Libert, aquesta institució va fer posar una placa commemorativa a la façana de la casa on ella va néixer, viure i morir. També van col·locar un columna decorada amb un medalló amb el seu retrat en el parc de les Adoberies (avui dia parc Marie-Anne Libert) de Malmedy.